# چپوره
چپوره (صربی: Čepure}} یک منطقهٔ مسکونی در صربستان است که در Pomoravlje District واقع شده‌است.
 چپوره  ۸۲۵ نفر جمعیت دارد.